# Роза-Бал

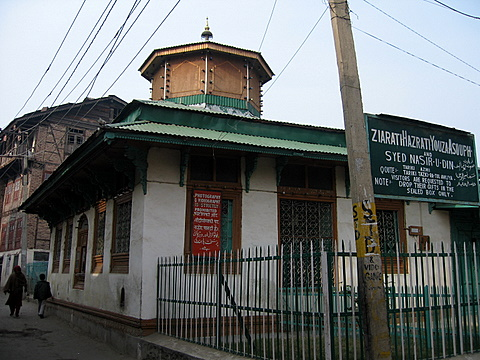
Роза-Бал

Роза-Бал — мавзолей мусульманського святого Юз Асафа, якого Ахмадіти ототожнювати з Ісусом Христом. Розташований в районі Кханьяр міста Срінаґар в індійському штаті Джамму і Кашмір і вшановувався деякими мусульманами.
Назва Юзасаф це арабське ім'я Будди в легенді Йосафата - Повість про Варлаама та Іоасафа.
Це місце є найбільш священним для прихильників руху Ахмадійя в ісламі, послідовники якого почитали Ісуса Христа як великого пророка Аллаха. Засновник цієї ісламської традиції Мірза Ґхулам Ахмад вважав, що Ісус Христос, який вижив після розп'яття, прийшов до Кашміру і прожив там залишок свого життя. Згідно з місцевою легендою, Ісус в Кашмірі одружувався, мав кількох дітей і помер в глибокій старості.

Мавзолей є низькою прямокутною будівлею, обгородженою залізною огорожею. Стверджується, що всередині знаходиться гробниця з тілом Ісуса і кам'яний відбиток його стопи із слідами ран, отриманих при розп'ятті. Мавзолей відкритий для відвідування туристами.
До недавнього часу, про мавзолей піклувалися передбачувані нащадки похороненого пророка. В наш час[коли?] за ним наглядає керівна рада, що складається з мусульман-сунітів. Сахібзада Башарам Салім, що недавно помер, а до того наглядав за мавзолеєм багато років, стверджував, що був прямим нащадком Юз Асафа, і також ототожнював його з Ісусом Христом.
У 2006 BBC випустила документальний фільм про історію Юз Асафа під назвою «Чи Помер Ісус?».

## Ресурси Інтернету
- The Tomb of Jesus Website (англ.)
- Pictures of Roza Bal (англ.)
- Jesus in Kashmir, India (документальний фільм BBC) YouTube (англ.)